# Elin Dølor
Elin Dølor (ur. 16 października 1965) – norweska lekkoatletka specjalizująca się w skoku o tyczce.

## Osiągnięcia
- 11-krotna medalistka mistrzostw kraju na stadionie (2 złote medale, 6 srebrnych oraz 3 brązowe)[2], Dølor ma na koncie również liczne medale w hali, w tym 3 złote w latach 2000-2002[3]
- reprezentantka kraju w zawodach Pucharu Europy[4]

## Rekordy życiowe
- skok o tyczce (stadion) - 3,50 (2000)[5]
- skok o tyczce (hala) - 3,50 (2001)[5]